# Baia di Holtedahl
La baia di Holtedahl (in inglese Holtedahl Bay) è una baia lunga circa 16 km (in direzione nordovest-sudest) e larga quasi 10, situata sulla costa di Graham, nella parte occidentale della Terra di Graham, in Antartide. La baia si trova in particolare tra la penisola Velingrad e la penisola Stresher e si estende da punta Prospect, a nord-est, a capo Black, a sud-ovest. 
All'interno della baia, o comunque della cale situate sulla sua costa, come ad esempio la baia di Cratete, si gettano diversi ghiacciai, tra cui il ghiacciaio Hugi.

## Storia
La baia di Holtedahl fu scoperta durante la spedizione britannica nella Terra di Graham, 1934-37, al comando di John Rymill. Proprio Rymill la battezzò poi così in onore del professor  Olaf Holtedahl,  un geologo norvegese che condusse diverse ricerche geologiche tra il 1927 e il 1928 nelle isole Shetland Meridionali e nell'arcipelago Palmer.